# Relação sinal-ruído de pico

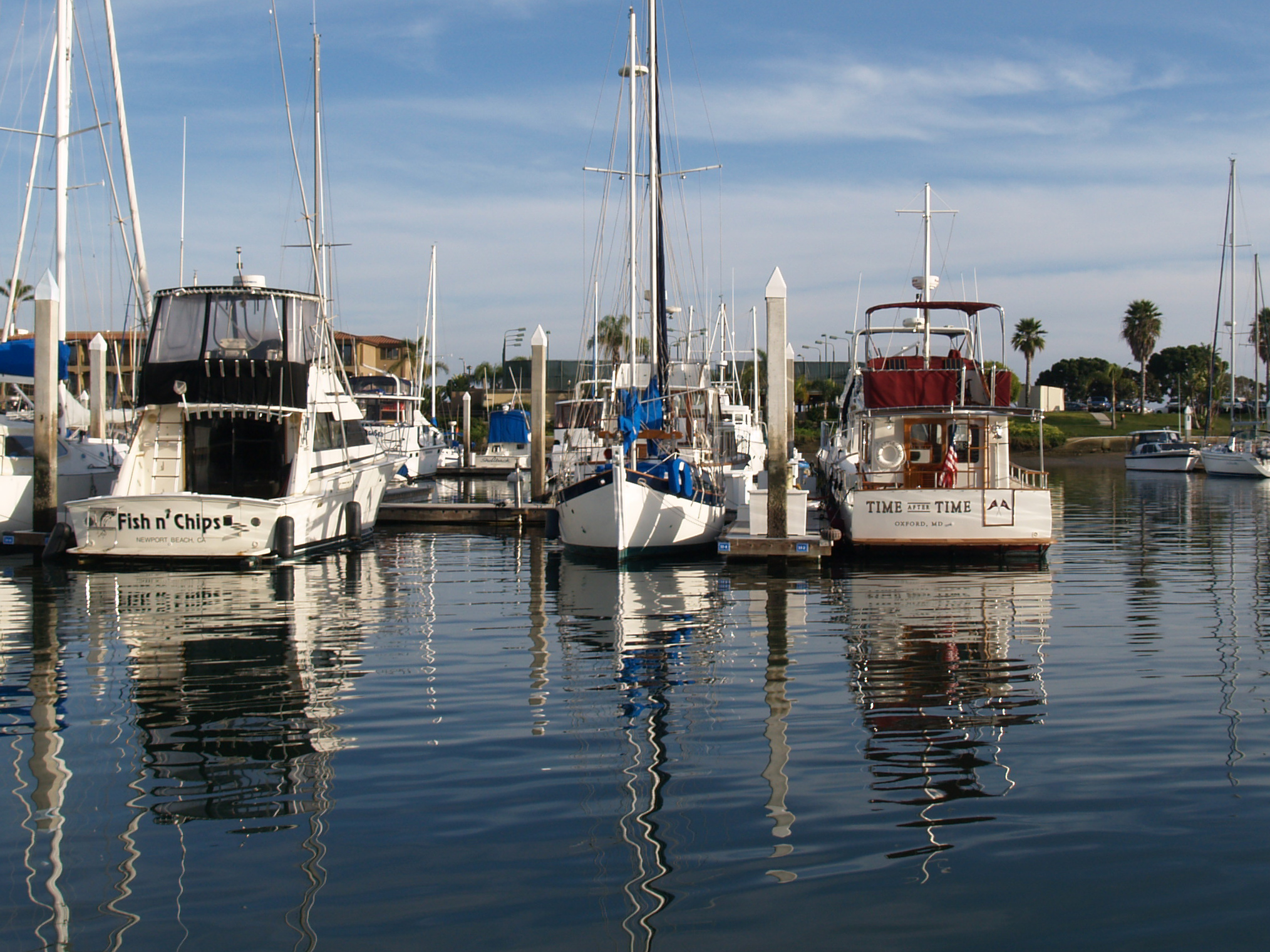
Imagem de linha de base usada como exemplo de medição do artefato de compactação de imagem com PSNR.

A relação sinal-ruído de pico, também expressa como PSNR (Peak Signal-to-Noise Ratio) é um termo utilizado na engenharia para definir a relação entre a máxima energia de um sinal e o ruído que afeta sua representação fidedigna. Devido muitos sinais terem amplitude dinâmica, PSNR é normalmente expressa por uma escala logarítmica cuja unidade é o decibel.
O uso mais comum de PSNR é como medida quantitativa da qualidade de reconstrução no campo de compressão de imagem. Para defini-la se faz indispensável a formulação do erro quadrático médio, para que duas imagens monocromáticas I e K de tamanho M × N sejam definidas como:
{\displaystyle {\mathit {MSE}}={\frac {1}{MN}}\sum _{i=0}^{M-1}\sum _{j=0}^{N-1}||I(i,j)-K(i,j)||^{2}}
Dessa forma, a relação sinal-ruído de pico define-se como:
{\displaystyle {\mathit {PSNR}}=10\cdot \log _{10}\left({\frac {{\mathit {MAX}}_{I}^{2}}{\mathit {MSE}}}\right)=20\cdot \log _{10}\left({\frac {{\mathit {MAX}}_{I}}{\sqrt {\mathit {MSE}}}}\right)\,,},
onde MAX indica o valor máximo de pixel possível em uma imagem. Quando estes são representandos por bits, usa-se {\displaystyle MAX_{I}=2^{B}-1}.